# Concert du nouvel an 2005 à Vienne
Le concert du nouvel an 2005 de l'orchestre philharmonique de Vienne, qui a lieu le 1er janvier 2005, est le 65e concert du nouvel an donné au Musikverein, à Vienne, en Autriche. Il est dirigé pour la onzième et dernière fois par le chef d'orchestre américain Lorin Maazel, six ans après sa dernière apparition, lequel tient aussi le violon sur une valse.
Johann Strauss II y est toujours le compositeur principal, mais ses frères Josef et Eduard sont représentés, respectivement avec trois et une pièces, et leur père Johann présente une seule œuvre, alors que sa Marche de Radetzky, qui traditionnellement clôt le concert, n'est pas interprétée lors de cette édition par respect pour les victimes du tsunami du 26 décembre 2004. Par ailleurs, Franz Von Suppé et Josef Hellmsberger II font leur retour au programme, respectivement après cinq et trois ans. 
Six pièces sur les vingt-et-une au total sont jouées pour la première fois au concert du nouvel an, dont quatre en ouverture.  

## Programme

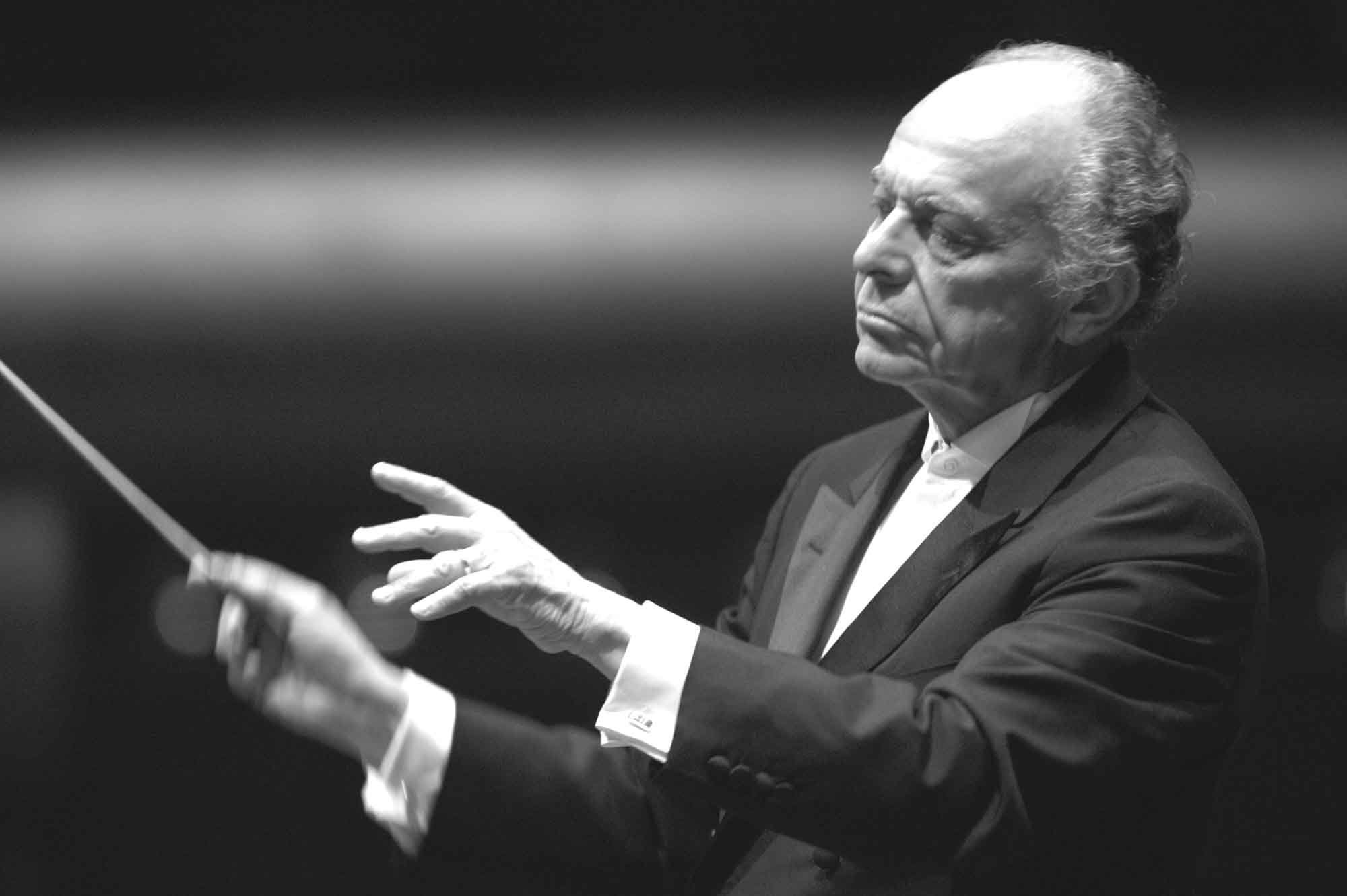
Le chef Lorin Maazel (en 2003)

Les pièces suivies d'un astérisque (*) sont jouées pour la première fois.

### Première partie
1. Johann Strauss II : Indigo-Marsch, marche, op. 349*
2. Johann Strauss II : Haute volée-Polka, polka, op. 155*
3. Josef Strauss : Lustschwärmer, valse, op. 91*
4. Josef Strauss : Winterlust, polka rapide, op. 121*
5. Josef Strauss : Die Emancipirte, polka-mazurka, op. 282
6. Johann Strauss II : Tausend und eine Nacht, valse d'après des mélodies de l'opérette Indigo und die 40 Räuber
7. Johann Strauss II : Die Bajadere, polka rapide, op. 351

### Deuxième partie
1. Franz von Suppé : ouverture de l'opérette Die schöne Galathée
2. Johann Strauss II : Klipp-Klapp-Galopp, galop, op. 466
3. Johann Strauss II : Nordseebilder, valse, op. 390
4. Johann Strauss II : Bauern-Polka, polka française, op. 276
5. Johann Strauss II : Fata morgana, polka-mazurka, op. 330
6. Johann Strauss II : Vergnügungszug, polka rapide, op. 281
7. Josef Hellmesberger II : Aus Wiener Art, polka française, sans numéro d'opus*
8. Johann Strauss II : Russische Marsch-Fantasie, marche, op. 353*
9. Johann Strauss II : Ein Herz, ein Sinn, polka-mazurka, op. 323
10. Johann Strauss II et Josef Strauss : Pizzicato-Polka, polka
11. Johann Strauss II : Histoires de la forêt viennoise, valse, op. 325, version avec un violon en soliste au lieu de la cithare, violon tenu par Lorin Maazel

### Rappels
1. Eduard Strauss : Electrisch, polka rapide, o. op.
2. Johann Strauss II : Auf der Jagd, polka rapide, op. 373
3. Johann Strauss II : Le Beau Danube bleu, valse, op. 314